# Podsavezna nogometna liga Sisak 1961./62.
Podsavezna nogometna liga Sisak (također i kao Liga Nogometnog podsaveza Sisak) je bila liga trećeg stupnja nogometnog prvenstva Jugoslavije u sezoni 1961./62. Sudjelovalo je 10 klubova, a prvak je bila "Segesta" iz Siska, koja se potom natjecala za prvaka XIV. nogometne zone i dalje u kvalifikacije za 2. saveznu ligu. 

## Ljestvica
| mj. | klub                     | ut. | pob. | ner. | por. | gol+ | gol- | bod |
| --- | ------------------------ | --- | ---- | ---- | ---- | ---- | ---- | --- |
| 1.  | Segesta Sisak            | 18  | 16   | 0    | 2    | 97   | 19   | 32  |
| 2.  | Metalac Sisak            | 18  | 15   | 1    | 2    | 63   | 14   | 31  |
| 3.  | Siscija Sisak            | 18  | 8    | 4    | 6    | 41   | 32   | 20  |
| 4.  | Slavija Petrinja         | 18  | 9    | 2    | 7    | 57   | 45   | 20  |
| 5.  | Radnik Petrinja          | 18  | 8    | 1    | 9    | 38   | 52   | 17  |
| 6.  | Sloga Kostajnica         | 18  | 8    | 1    | 9    | 42   | 57   | 17  |
| 7.  | Polet Sunja              | 18  | 7    | 1    | 10   | 37   | 38   | 15  |
| 8.  | Ivanić (Ivanić-Grad)     | 18  | 7    | 1    | 10   | 27   | 62   | 15  |
| 9.  | Sloga Novoselec          | 18  | 3    | 2    | 13   | 27   | 61   | 8   |
| 10. | Zmaj Novo Pračno (Sisak) | 18  | 2    | 1    | 15   | 13   | 62   | 5   |

- Kostajnica – tadašnji naziv za Hrvatsku Kostajnicu
- Novo Pračno – tada dio naselja Sisak

## Rezultatska križaljka
| kratica | klub                     | IVA | MET | POL | RAD  | SEG | SIS | SLA | SLOK | SLON | ZMAJ |
| --- | ------------------------ | --- | --- | --- | ---- | --- | --- | --- | ---- | ---- | ---- |
| IVA | Ivanić (Ivanić-Grad)     |     |     |     |      | 1:4 |     |     |      |      |      |
| MET | Metalac Sisak            |     |     |     |      | 3:1 |     |     |      |      |      |
| POL | Polet Sunja              |     |     |     |      | 1:2 |     |     |      |      |      |
| RAD | Radnik Petrinja          |     |     |     |      | 5:4 |     |     |      |      |      |
| SEG | Segesta Sisak            | 6:1 | 3:1 | 5:3 | 16:0 |     | 2:1 | 7:0 | 13:0 | 5:0  | 3:1  |
| SIS | Siscija Sisak            |     |     |     |      | 0:6 |     |     |      |      |      |
| SLA | Slavija Petrinja         |     |     |     |      | 1:3 |     |     |      |      |      |
| SLOK | Sloga Kostajnica         |     |     |     |      | 0:6 |     |     |      |      |      |
| SLON | Sloga Novoselec          |     |     |     |      | 1:3 |     |     |      |      |      |
| ZMAJ | Zmaj Novo Pračno (Sisak) |     |     |     |      | 0:8 |     |     |      |      |      |
| |                          |     |     |     |      |     |     |     |      |      |      |
| podebljan rezultat - utakmice od 1. do 9. kola (1. utakmica između klubova) rezultat normalne debljine - utakmice od 10. do 18. kola (2. utakmica između klubova) rezultat nakošen - nije vidljiv redoslijed odigravanja međusobnih utakmica iz dostupnih izvora rezultat smanjen * - iz dostupnih izvora nije uočljiv domaćin susreta prekrižen rezultat - poništena ili brisana utakmica p - utakmica prekinuta 3:0 p.f. / 0:3 p.f. - rezultat 3:0 bez borbe n.i. - nije igrano |                          |     |     |     |      |     |     |     |      |      |      |

 Izvori: 